# Bogdan Milić
Bogdan Milić (Podgorica, Montenegro 24 de noviembre de 1987) es un futbolista montenegrino que juega en el CA Osasuna, de la Liga Adelante.

## Trayectoria
Milić comenzó a los once años a jugar a fútbol tras probar otros deportes. Su primera demarcación en el fútbol fue como defensa izquierdo, después (y conforme crecía) de lateral izquierdo y, más tarde, de delantero. A los 17 años fichó por su primer equipo profesional, el Buducnost Podgorica FC de Montenegro.
En el año 2009 jugaría con la selección de Serbia acompañando a Nikola Žigić en la delantera siendo una delantera de murallas.
Milić destaca su gran potencíal, su velocidad gracias a su sancada, su corpulencia, su potencia al momento de los tiros, su gran precisión al momento de los tiros y pases, es un gran poste que ayuda como un gran 9 dentro de la cancha y ayuda mucho a su juego de espalda a la portería al momento de los tiros y gracias a su envergadura que mide 2,02 centímetros y pesa 93 kilos, tiene su mejor fortaleza que es el juego aéreo ya que su cabeceo es un mayor alto porcentaje para peinar y anotar goles como su mayoría de goles que tiene, aparte del también alto porcentaje que tiene en los remates no solo de cabeza, si no que al momento de los tiros tiene una gran reacción en los rebotes y tiros que haga de cabeza y tiros. 
Tiene una dilatada trayectoria profesional ha recalado en diversos equipos de otras ligas, como Buducnost Podgorica FC, ADO Den Haag, Krylia Sovetov, Viktoria Pizen, Spartak Nalchik, Gwangju FC, Suwon City, FK Rudar y FK Mladost.
Ha llevado una gran cantidad de dorsal los más comunes son, el 7, el 9 (último y más usado), el 11 es el más portado, el 19, etc.
En 2015, el jugador llega libre a Osasuna procedente de FK Mladost, que firma con los navarros por una temporada, con una opción de prorrogar el contrato un año más.

## Clubes
| Club                          | País            | Año         | Partidos | Goles |
| ----------------------------- | --------------- | ----------- | -------- | ----- |
| Mladost Podgorica             | Montenegro      | 2000 - 2004 |          |       |
| Budućnost Podgorica           | Montenegro      | 2008 - 2010 | 49       | 14    |
| ADO Den Haag                  | Países Bajos    | 2004 - 2008 | 39       | 4     |
| Krylia Sovetov                | Rusia           | 2010        | 0        | 0     |
| Viktoria Plzeň                | República Checa | 2010        | 1        | 0     |
| Spartak Nalchik               | Rusia           | 2011        | 15       | 2     |
| Gwangju FC                    | Corea del Sur   | 2012        | 36       | 5     |
| Suwon FC                      | Corea del Sur   | 2013        | 28       | 3     |
| Fudbalski Klub Rudar Pljevlja | Montenegro      | 2014        | 11       | 4     |
| Mladost Podgorica             | Montenegro      | 2014 - 2015 | 33       | 12    |
| CA Osasuna                    | España          | 2015 - 2016 | 6        | 0     |